# Magnolia lacei
Espèce
Statut de conservation UICN

 EN D : En danger
Magnolia lacei est une espèce de plantes à fleurs de la famille des Magnoliacées. C'est un arbre originaire d'Asie.

## Description
C'est un arbre.

## Répartition et habitat
Cette espèce est présente en Chine (province du Yunnan) et au Viêt Nam.